# Griffin Conine
Griffin Riley Conine (Plantation, Florida, 11 de julio de 1997), más conocido como Griffin Conine, es un jugador profesional estadounidense de béisbol que se desempeña en la posición de jardinero derecho en Miami Marlins, equipo de las Grandes Ligas de Béisbol (MLB).

## Carrera
En 2024, Conine hizo su debut en la MLB con el equipo Miami Marlins, donde lleva jugando una temporada.